# Marwah Rizqy
Marwah Rizqy, née le 17 mai 1985 à Montréal, est une fiscaliste, juriste et femme politique québécoise.
Elle est députée de la circonscription provinciale de Saint-Laurent à l'Assemblée nationale du Québec, sous la bannière du Parti libéral du Québec, depuis les élections générales québécoises de 2018.
Elle est cheffe de l'opposition officielle du Québec depuis le 19 juin 2025.

## Biographie

### Jeunesse et études
Marwah Rizqy complète un baccalauréat en droit civil (LL.B.) et une maîtrise en administration des affaires (M.B.A.) à l'Université de Sherbrooke. Elle poursuit ensuite ses études à l'université de Floride où elle complète une maîtrise en fiscalité internationale (LL.M.) ainsi qu'un doctorat en droit fiscal (SJD). Elle est membre du Barreau du Québec et du barreau de l'État de New York, aux États-Unis. 

### Parcours professionnel
Avant d'être élue comme députée provinciale, Marwah Rizqy occupait le poste de professeure agrégée à l'École de gestion de l'Université de Sherbrooke où elle agissait également comme codirectrice des programmes d’études de 2e cycle en fiscalité au campus de Longueuil. Elle affirme s'être engagée en politique principalement pour défendre la cause de la justice sociale.

### Carrière politique

#### Politique fédérale
Marwah Rizqy se lance en politique active en se présentant sous la bannière du Parti libéral du Canada (PLC) de Justin Trudeau dans la circonscription fédérale d'Hochelaga lors des élections fédérales du 19 octobre 2015. Elle termine deuxième derrière la députée sortante, Marjolaine Boutin-Sweet, qui l'emporte par 500 voix à la suite d'un dépouillement judiciaire.
En 2017, elle tente sa chance pour devenir la candidate du Parti libéral du Canada lors d'une élection partielle dans la circonscription de Saint-Laurent visant à remplacer Stéphane Dion, devenu ambassadeur du Canada auprès de l'Union européenne et de l'Allemagne après avoir perdu son ministère. Elle termine cependant au deuxième rang lors de l'investiture libérale, derrière Emmanuella Lambropoulos mais devant l'ex-ministre québécoise Yolande James appuyée par la direction du Parti libéral.

#### Politique provinciale
L'année suivante, elle se tourne vers le niveau provincial en se présentant dans la circonscription provinciale de Saint-Laurent comme candidate du Parti libéral du Québec (PLQ) lors des élections générales québécoises de 2018. Elle remporte l'élection avec 61,97 % des voix, 13 347 voix de majorité, et devient députée à l'Assemblée nationale du Québec.
Depuis juin 2020, elle représente le PLQ comme porte-parole de l'opposition officielle en matière d'éducation et en matière d’administration gouvernementale et pour le Conseil du trésor. Enfin, depuis le 22 janvier 2021, elle est porte-parole pour les dossiers de la région de la Capitale-Nationale.
Elle est réélue lors des élections du 3 octobre 2022. En raison de son accouchement, Rizqy devient la première députée, en plus de Gregory Kelley, à faire serment en visioconférence. Le 20 octobre 2022, elle accouche d'un fils nommé Gabriel Kelley. Le 6 décembre 2022, Gregory Kelley et elle sont devenus les premiers parents à siéger au Salon bleu en compagnie de leur nouveau-né.
Le 1er octobre 2024, elle annonce qu'elle va terminer son mandat de députée mais ne se représentera pas lors des élections générales québécoises de 2026 afin de pouvoir élever ses enfants.
Le 19 juin 2025, elle est nommée cheffe de l'opposition officielle du Québec par le chef du Parti libéral Pablo Rodriguez.

## Résultats électoraux
|                                                                                             | Nom                    | Parti                    | Nombre de voix | %      | Maj.   |
| ------------------------------------------------------------------------------------------- | ---------------------- | ------------------------ | -------------- | ------ | ------ |
|                                                                                             | Marwah Rizqy (sortant) | Libéral                  | 14 304         | 50 %   | 10 213 |
|                                                                                             | Mélanie Gauthier       | Coalition avenir         | 4 091          | 14,3 % | -      |
|                                                                                             | Catherine St-Clair     | Conservateur             | 3 973          | 13,9 % | -      |
|                                                                                             | Gérard Briand          | Québec solidaire         | 2 840          | 9,9 %  | -      |
|                                                                                             | Karl Dugal             | Parti québécois          | 1 696          | 5,9 %  | -      |
|                                                                                             | Rizwan Muhammad Rajput | Bloc Montréal            | 752            | 2,6 %  | -      |
|                                                                                             | Myrtis-Eirene Fossey   | Parti canadien du Québec | 533            | 1,9 %  | -      |
|                                                                                             | Othmane Benzekri       | Vert                     | 439            | 1,5 %  | -      |
| Total                                                                                       | Total                  | Total                    | 28 628         | 100 %  |        |
| Le taux de participation lors de l'élection était de 51 % et 383 bulletins ont été rejetés. |                        |                          |                |        |        |

|                                                                                             | Nom                  | Parti              | Nombre de voix | %      | Maj.   |
| ------------------------------------------------------------------------------------------- | -------------------- | ------------------ | -------------- | ------ | ------ |
|                                                                                             | Marwah Rizqy         | Libéral            | 17 669         | 62 %   | 13 347 |
|                                                                                             | Marc Baaklini        | Coalition avenir   | 4 322          | 15,2 % | -      |
|                                                                                             | Marie Josèphe Pigeon | Québec solidaire   | 2 458          | 8,6 %  | -      |
|                                                                                             | Elias Dib Nicolas    | Parti québécois    | 1 846          | 6,5 %  | -      |
|                                                                                             | Guy Morissette       | Conservateur       | 863            | 3 %    | -      |
|                                                                                             | Halimatou Bah        | Vert               | 849            | 3 %    | -      |
|                                                                                             | Jacques Dago         | NPD Québec         | 432            | 1,5 %  | -      |
|                                                                                             | Fernand Deschamps    | Marxiste-léniniste | 75             | 0,3 %  | -      |
| Total                                                                                       | Total                | Total              | 28 514         | 100 %  |        |
| Le taux de participation lors de l'élection était de 51 % et 406 bulletins ont été rejetés. |                      |                    |                |        |        |

|                          | Nom                               | Parti politique          | Voix   | %       | Majorité |
| ------------------------ | --------------------------------- | ------------------------ | ------ | ------- | -------- |
|                          | Marjolaine Boutin-Sweet (sortant) | NPD                      | 16 034 | 30,89 % | 500      |
|                          | Marwah Rizqy                      | Libéral                  | 15 534 | 29,93 % |          |
|                          | Simon Marchand                    | Bloc québécois           | 14 389 | 27,72 % |          |
|                          | Alexandre Dang                    | Conservateur             | 3 555  | 6,85 %  |          |
|                          | Anne-Marie Saint-Cerny            | Vert                     | 1 654  | 3,19 %  |          |
|                          | Nicolas Lemay                     | Parti Rhinocéros         | 411    | 0,79 %  |          |
|                          | Marianne Breton Fontaine          | Parti communiste         | 179    | 0,34 %  |          |
|                          | Christine Dandenault              | Marxiste-léniniste       | 148    | 0,29 %  |          |
| Total des votes valides  | Total des votes valides           | Total des votes valides  | 51 904 | 98,34 % |          |
| Total des votes rejetés  | Total des votes rejetés           | Total des votes rejetés  | 877    | 1,66 %  |          |
| Total des votes exprimés | Total des votes exprimés          | Total des votes exprimés | 52 781 | 63,52 % |          |
| Électeurs inscrits       | Électeurs inscrits                | Électeurs inscrits       | 83 088 |         |          |